# Tinker Hatfield
Tinker Haven Hatfield, Jr. (* 30. April 1952 in Hillsboro, Oregon) ist ein US-amerikanischer Schuh-Designer bei Nike. Er entwarf seit Ende der 1980er Jahre zahlreiche kommerziell überaus erfolgreiche Basketballschuhe in Zusammenarbeit mit Michael Jordan, die Air Jordan 3 bis Air Jordan 15, das Jubiläumsmodell Air Jordan XX, Air Jordan XXIII, 2010 (XXV) und den Nike Mag. Er ist Vizepräsident von Nikes Design and Special Projects.

## Leben
Tinker Hatfield studierte Architektur an der „University of Oregon School of Architecture and Allied Arts“. Hier machte er Bekanntschaft mit dem Leichtathletiktrainer und Nike-Mitbegründer Bill Bowerman. Hatfield war ein erfolgreicher Stabhochspringer, der bei den Olympischen Trials 1976 den sechsten Platz erreichte. Das Studium beendete er mit dem Abschluss eines Bachelors of Architectures (B. Arch.). Im Juni 1981 begann er für Nike zu arbeiten, seit 1985 designte er Sportschuhe. Bei seinen Entwürfen flossen häufig auch architektonische Elemente ein.

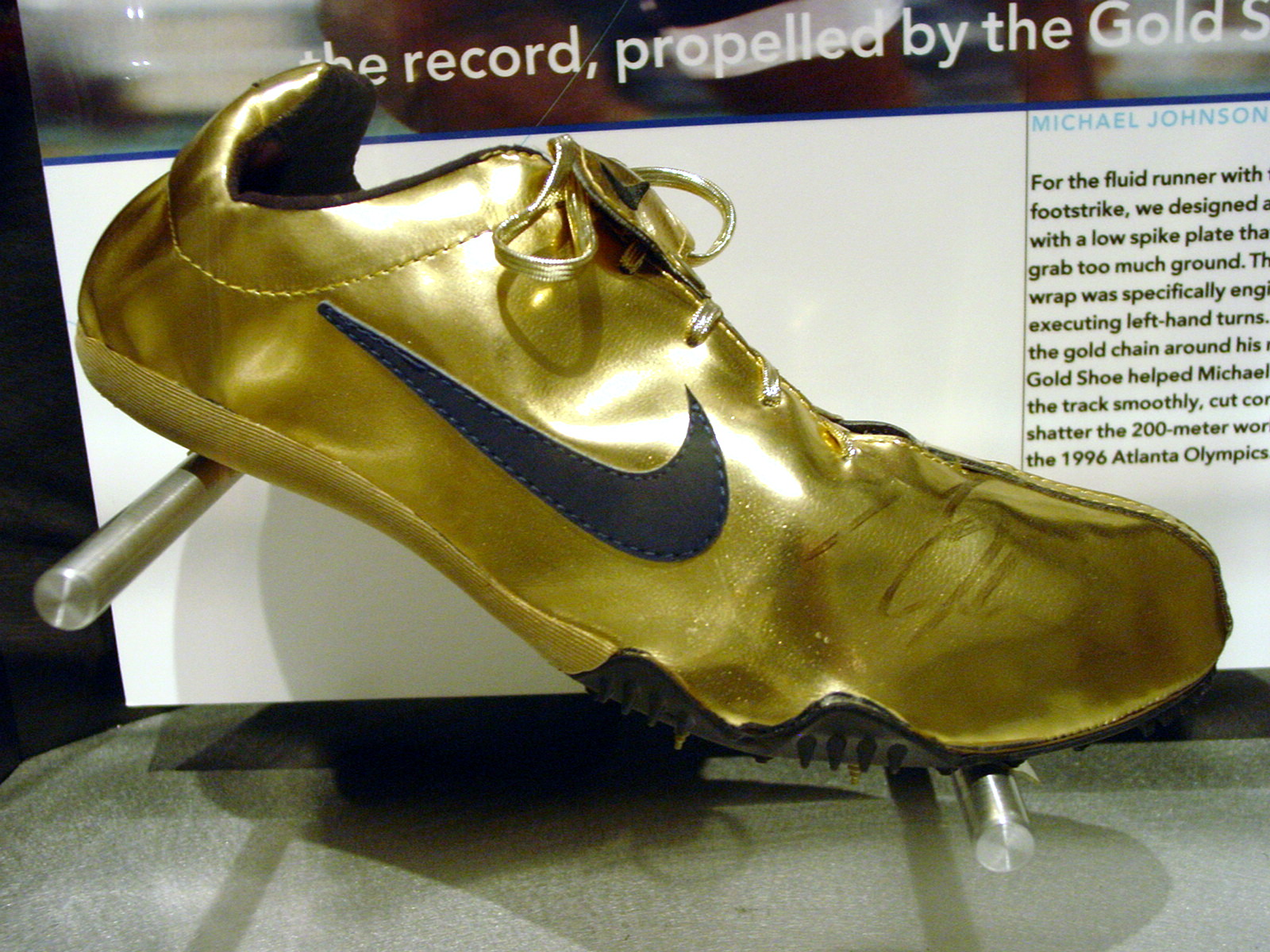
Golden Spikes von Michael Johnson, 1996

Bei Nike war er verantwortlich für das Sportschuhdesign und wesentlich am erfolgreichen Aufbau der Marke Jordan beteiligt. 1987 setzte er eine transparente Air-Dämpfungseinheit erstmals in die Sohlen der Sportschuhe ein, die in den nächsten Jahren zum Markenzeichen der Entwürfe Hatfields werden sollte. Inspirierend für die Entwicklung dieser Air-Unit soll ein Besuch des Pariser Centre Georges Pompidou gewesen sein, dessen transparente Architektur auch Einblicke auf die technischen Bauteile zulässt.
Er entwickelte Schuhe für Andre Agassi und John McEnroe sowie für den Auftritt bei den Olympischen Spielen 1996 in Atlanta, die Golden Spikes für den Sprinter Michael Johnson. Unter anderem war er an der Entwicklung des ersten Crosslauf-Schuhs beteiligt. Hatfield war seit 1985 an der Werbestrategie von Nike beteiligt, die die prominenten Werbeträger zusammen mit den Produkten in künstlerisch aufwendigen TV-Spots in Szene setzten. Mitte der 1990er Jahre galt Hatfield als einer der einflussreichsten Personen im Sportbusiness.
2008 wurde er von seiner ehemaligen Universität mit der Ellis F. Lawrence Medal der University of Oregon School of Architecture and Allied Arts ausgezeichnet.

## Entwürfe (Auswahl)

### Sportschuhe
Tinker Hatfield designte neben Sonderserien für Sportler auch Sportschuhe, die in Massenproduktion gefertigt wurden. Dazu zählen die Marken:
- Nike Air Max 1 (1987)
- Nike Air Max 90 (1990)
- Nike Air Trainer 1 (1987)
- Nike HuarTrainer (1991)
- Air Mowabb (1991)
- Nike Air Flight Huarache (1992)
- Nike Air Raid (1992)
- Nike Air Oscillate (1996)
- Nike Zoom Talaria (1997)
- Nike Air Zoom Generation (LeBron 1) 2003
- Nike SB P-Rod II Tinker Hatfield (2008)
- Nike Mag (2011, Prototyp), 2015

### Nike Air Jordan (Entwürfe von Tinker Hatfield)
Im Jahr 1988 begann die Zusammenarbeit zwischen Hatfield und Michael Jordan. Die als Kultobjekte begehrten, jährlich neu aufgelegten Basketballschuhe waren durch das Jumpman-Signet und durch den Einsatz von innovativen, neuen Materialien und Designs gekennzeichnet. Viele der Modelle wurden in den Folgejahren als Retromodelle und in unterschiedlichen Farbvarianten neu aufgelegt. Der kommerziell erfolgreichste Schuh aus der Air Jordan-Linie war der AJ11, den Michael Jordan auch im Animations-Film Space Jam trug. Mit dem Michael Jordan-Merchandising stieg Nike mit einem geschätzten Umsatz von 2,6 Milliarden $ zu einer der führenden Sportartikelfirma auf.
- Air Jordan III (1988): Erstmalige Verwendung des Jumpman-Logos, Einsatz des Air-Dämpfungsbauteils in der Sohle sowie eines charakteristischen Animalprints, dem so genannten Elephant-Upper; In den Jahren 1994, 2001, 2003 und 2007 erschienen Retro-Versionen. Der Schuh wurde ursprünglich für 100 $ verkauft.
- Air Jordan IV (1989): Zusätzliche Lasche zur Schnürung am Knöchel. Produktplatzierung im Film Do the Right Thing. Erstmaliger Verkauf der AJs auf dem internationalen Markt. Der AJ IV stellt den Beginn des Hypes um diese Sneakers dar. In den Jahren 2000, 2004 bis 2006, 2008 sowie von 2010 bis 2013 erschienen zahlreiche Retro-Versionen mit Design- und Farbmodifikationen. Als Laser-Edition wurde der AJ IV zusammen mit einem T-Shirt und einer Kappe verkauft. Der Verkaufspreis der Originaledition betrug 110 $, spätere Editionen wurden bis zu 175 $ verkauft.[9]

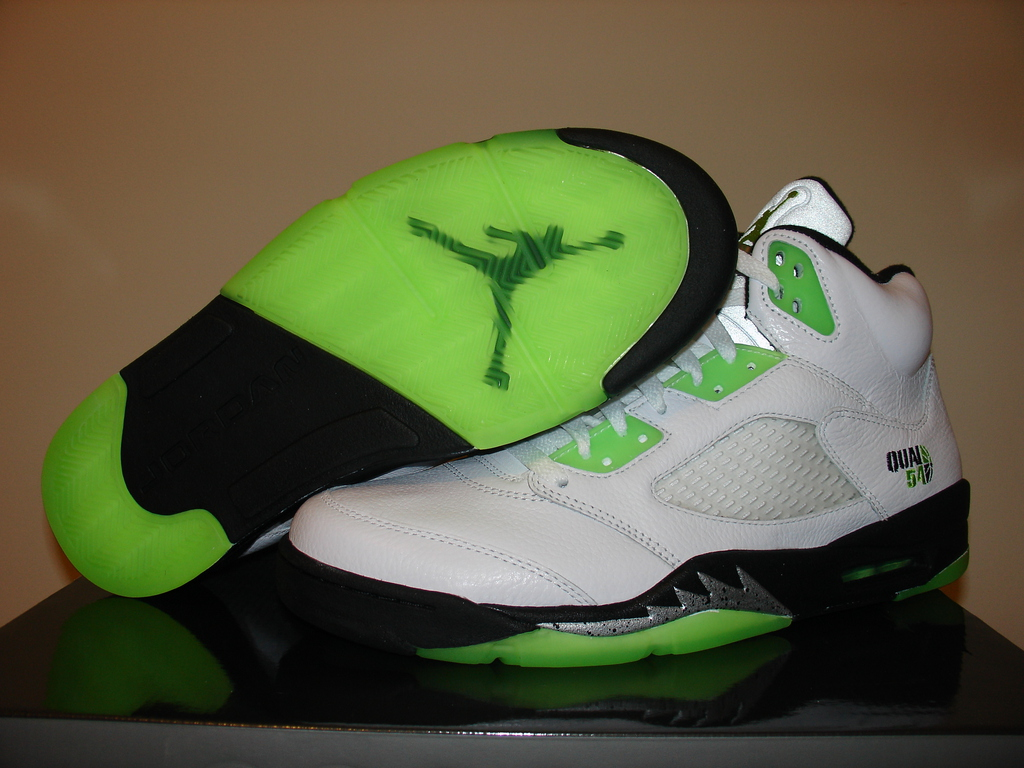
Air Jordan V mit Jumpman-Logo, Retroauflage 2011

- Air Jordan V (1990): Charakteristisches Merkmal des AJ V waren transparente Teile der Sohle, der Einsatz eines spitzenähnlichen Materials zur Belüftung des Schuhs, eine Zunge aus reflektierendem Material sowie ein Haifischzacken-Design, die an das Design von Kampfflugzeugen im Zweiten Weltkrieg erinnern sollten. Der Verkaufspreis des Schuhs betrug im Jahr 1999 125 $. Durch die Verfärbung der transparenten Sohle gab es bei diesem Modell hohe Reklamationszahlen. Die Retro-Versionen des AJ V wurden in den Jahren 2000, 2006 bis 2009, 2011 und 2013 veröffentlicht.[10]
- Air Jordan VI (1991): Im Fersenbereich wurde auf Wunsch Jordans beim AJ VI eine kleine Aussparung eingearbeitet, um die Achillesferse zu schonen. Darüber hinaus wurde der Schuh mit einer Polsterung am oberen Schaft, zwei Löchern an der Zunge und mit Michael Jordans Trikotnummer 23 versehen. Die transparente Gummisohle des AJ V wurde verbessert und mit einem Jumpman-Logo versehen. Nach der Veröffentlichung 1991 gab es zahlreiche Retro-Versionen in den Jahren 2000, 2002 2006, 2008 bis 2010, 2012 und 2014. Der Originalverkaufspreis betrug 125 $.[11] Die Schuhe wurden in der Basketball-Komödie Weiße Jungs bringen’s nicht mit Wesley Snipes getragen.

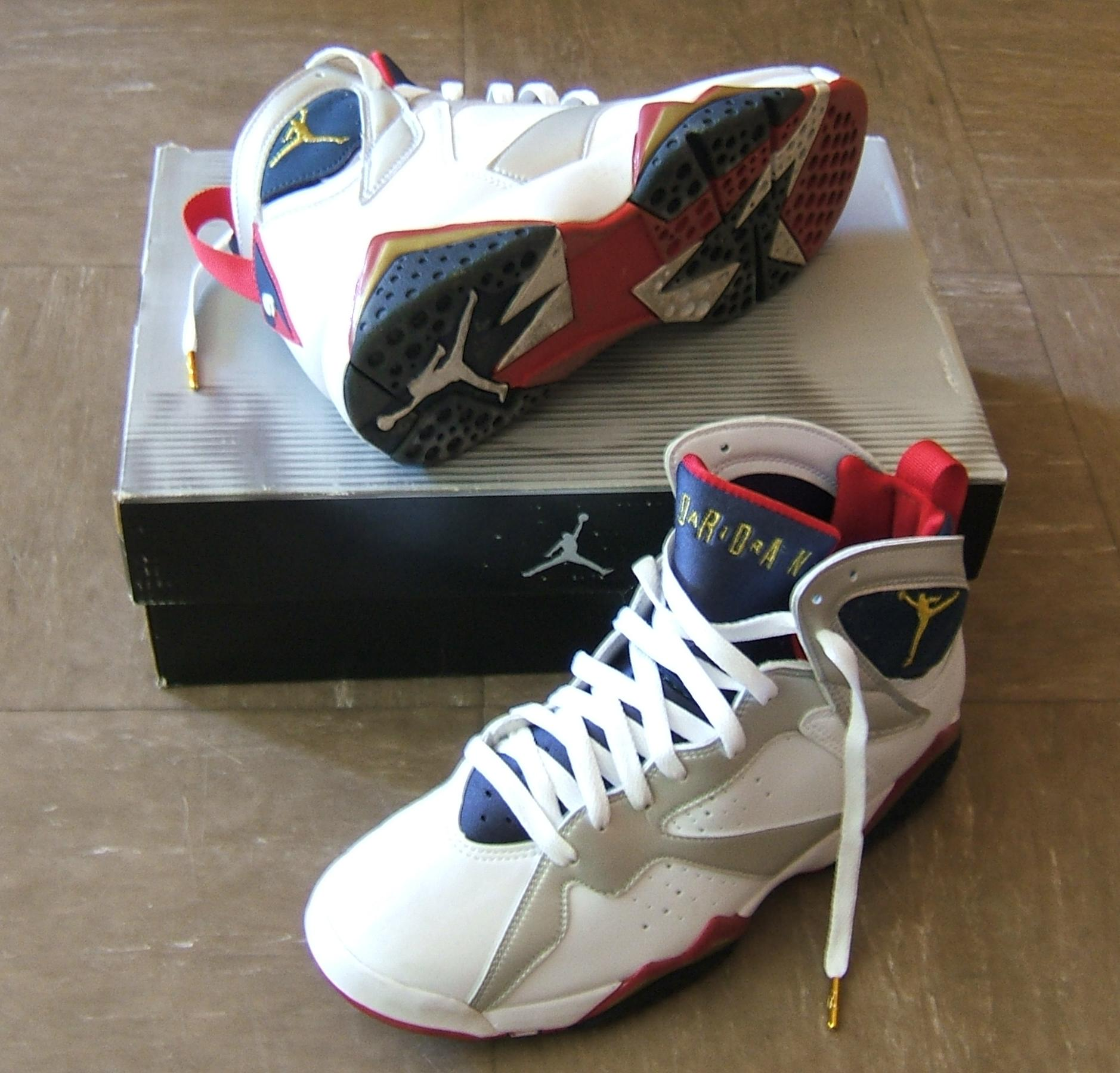
Air Jordan VII des Dream Teams (1992)

- Air Jordan VII (1992): Nachdem es viele Probleme mit der Sohle bei den Vorgängermodellen gegeben hatte, wurde auf den Einsatz des transparenten Materials verzichtet. Auch die Air-Einheit war bei diesem Modell nicht mehr in der Sohle sichtbar. Charakteristisches Merkmal des Schuhs ist ein Neopren-Inlay, das sich an den Fuß anlegt und einen sicheren Halt geben soll. Retro-Versionen des Schuhs wurden 2002 bis 2004, 2007, 2008 und 2013 veröffentlicht. Anlässlich der Olympischen Spiele 1992 wurde anstelle der 23 der Fersenbereich mit Jordans Olympia-Trikotnummer 9 versehen. In einem Werbespot für den AJ VII arbeitete das Marketing von Nike zum ersten Mal Michael Jordan und Bugs Bunny zusammen, was dem Sneaker den Spitznamen „The Buggs“ einbrachte. Berühmt wurde der Schlusssatz des Spots: „This could be the beginning of a beautiful friendship.“[12]
- Air Jordan VIII (1993): Der AJ VIII war der letzte Schuh, den Michael Jordan vor seinem ersten Rücktritt getragen hat. Er war schwerer als seine Vorgängermodelle, mit einer durchgängigen Air-Sohle und einer spinnenförmigen Klettfixierung über dem Spann versehen. Die seitliche Fixierung wurde als „Hasenohren“ verspottet und der Schuh besaß einen schlechteren Tragekomfort im Vergleich zu den Vorgängermodellen. Im Jahr 1993 kosteten die Schuhe 125 $. Seit 2003 erschienen zahlreiche Retro-Versionen dieses Modells.[13]
- Air Jordan IX (1993): Der AJ IX war durch zahlreiche asiatische Designelemente charakterisiert. Auf der Ferse wurde über der Nr. 23 eine aufgehende Sonne platziert, die Sohle zierten Schriftzeichen in verschiedenen Sprachen. Das Design der Sneakers enthielt einige modifizierte Details der Vorgängermodelle, wie das verbesserte Neopren-Inlay. Beim Verkaufsstart kostete der Schuh 125 $ und wurde ab 2002 als Retro-Modell in unterschiedlichen Farbstellungen angeboten.[14]
- Air Jordan X (1994): Der Air Jordan X war das erste Design, welches nicht von Michael Jordan abgenommen wurde. Neuerung beim Schuhdesign, das sich an den Modellen AJ III, AJ V und AJ VI orientierte, war die Einführung einer ultraleichten Phylon-Sohle, in die die Erfolge Jordans mit der dazugehörigen Jahreszahl eingraviert wurde. Der Sneaker kostete 1994 125 $. Als Retro-Modelle, die seit 2005 in unterschiedlichen Varianten vorgestellt wurden, sind auch zwei Damen-Sneakers erhältlich.[15]
- Air Jordan XI (1995): Den Erfolg dieses Modells ist in erster Linie darauf zurückzuführen, dass Michael Jordans mit diesen Schuhen sein Comeback in der NBA feierte. Der Sneaker wurde erneut mit einer transparenten Gummisohle ausgestattet, was zu den schon bekannten Problemen der fehlenden Lichtbeständigkeit des Materials führte. Nachdem Jordan diesen Schuh in der Farbstellung Concords White – Black – Dark Concord in der Hauptrolle im Film Space Jam trug, wurde dieses Modell ein großer kommerzieller Erfolg. In den Verkauf gelang im November 1995 der Sneaker zu einem Verkaufspreis von 125 $ in der Farbvariante schwarz/weiß/royal blau.[16] In den Jahren 2000, 2001, 2003 und von 2006 bis 2014 wurden AJ XI Retro-Versionen aufgelegt.
- Air Jordan XII (1996): Nachdem beim AJ XI Qualitätsprobleme aufgetreten sind, entschied sich Hatfield für die Entwicklung eines sehr robusten, allerdings weniger leichten AJ XII. Das Design orientierte sich mit markanten Nähten an der aufgehenden Sonne der japanischen Fahne. Für eine verbesserte Traktion sorgte eine neu entwickelte Kohlefaserschaftplatte. Der AJ XII kam 1996 für 135 $ in den Handel. Retro-Modelle des Air Jordan XII erschienen in den Jahren 2003, 2004, 2008, 2009 sowie von 2011 bis 2013. Der AJ XII war der letzte Schuh, der unter dem Namen Nike vertrieben wurde, nachdem im September 1997 Jordan als eigenständige Marke von Nike ausgegliedert wurde.[17]

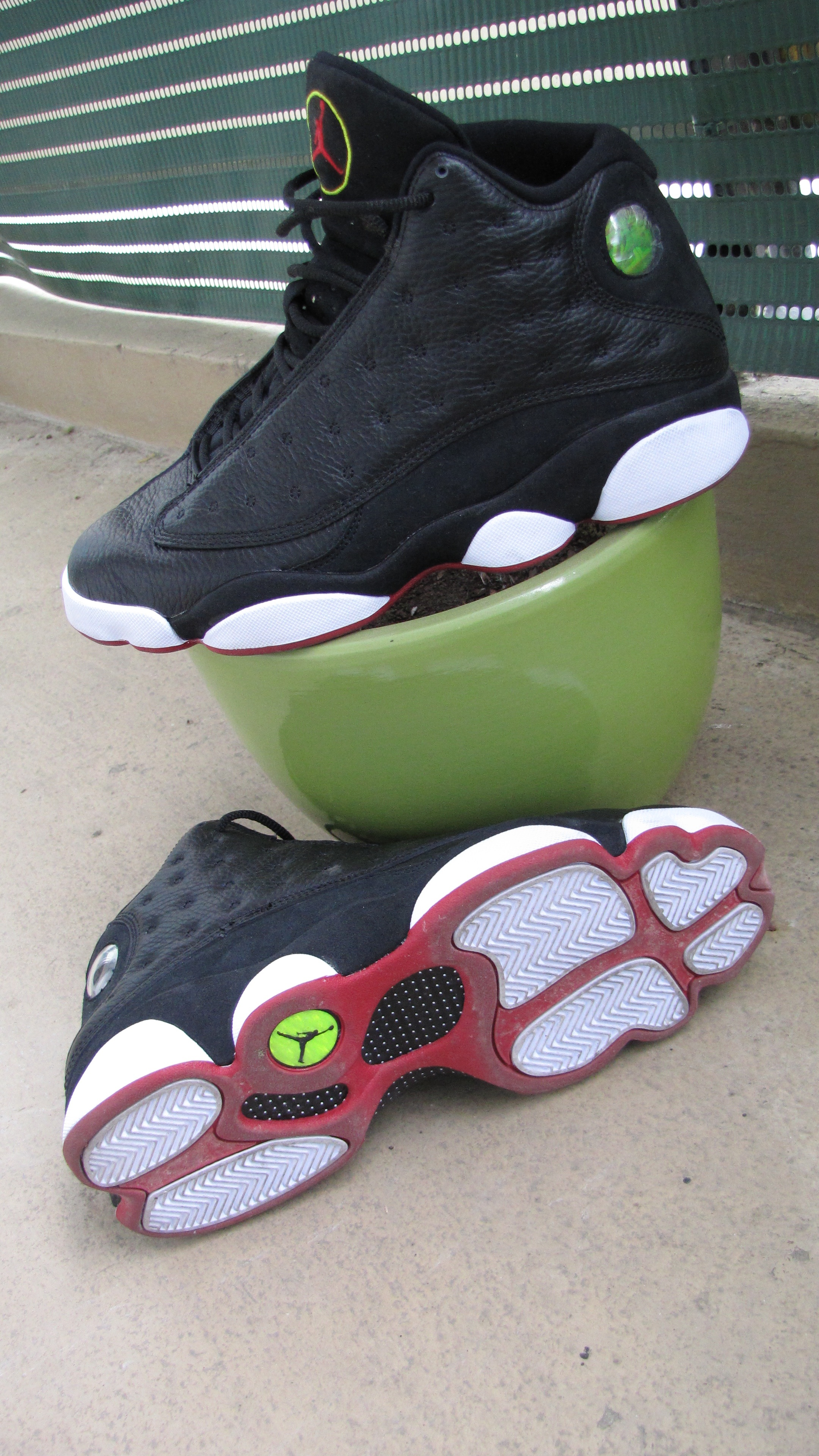
Nike Air Jordan XIII (1997)

- Air Jordan XIII (1997): Charakteristisches Merkmal der 1997 von Tinker Hatfield designten Air Jordan XIII war eine Kombination aus Dämpfung und Sohle, die optisch von der Pranke eines Panthers inspiriert wurde. An der Verse wurde zusätzlich ein Hologramm in Form eines Katzenauges angebracht. Der Schuh wurde 1997 zu einem Preis von 150 $ in den Handel gebracht. Retro-Modelle des Air Jordan XIII wurden in den Jahren 2004, 2005, 2008 sowie zwischen 2010 und 2013 angeboten. Im Film Spike Lee’s Spiel des Lebens gelang Nike erneut eine publikumswirksames Produktplatzierung, indem die Hauptdarsteller Denzel Washington und Ray Allen mit Air Jordans XIII ausgestattet wurden.[18]
- Air Jordan XIV (1998): Der AJ XIV ist die erste Gemeinschaftsarbeit von Tinker Hatfield und Mark Smith. Beide Designer ließen sich beim Entwurf der Schuhe von Michael Jordans Ferrari F355 inspirieren. Luftkanäle auf der seitlichen Außensohle zur Verbesserung des Innenschuhklimas, angelehnt an die Lufteinlassschlitze des Ferrari sowie das Jumpman-Signet in Form des Ferrari-Logos setzen dieses Design-Konzept um. Die 14. Auflage der Jordan-Serie wird durch 14 Jumpmans repräsentiert, sieben auf jedem Schuh. Michael Jordan trug ein Paar des Schuhes während des NBA-Finals der Saison 1998/99, dem letzten Spiel seiner Karriere, das er Sekunden vor Spielende für die Chicago Bulls entschied. Das von ihm bei diesem Spiel getragene Modell bekam den Spitznamen “Last Shots” und gehörte zu den begehrtesten Jordans, die produziert wurden. Von diesem Modell wurden 1998 bis 1999 und 2005 bis 2006 Retro-Modelle aufgelegt.[19][20]
- Air Jordan XV (1999): Obwohl befürchtet wurde, dass die Modellserie nach dem Ende der aktiven Sportlerkarriere von Michael Jordan eingestellt werden könnte, setzte Hatfield 1999 die Reihe mit dem AJ XV fort. Für das Design des futuristischen AJ XV ließ sich Hatfield von der Konstruktion von Jagdflugzeugen inspirieren. Charakteristische Merkmale des Schuhs waren der Einsatz von Kevlar-verstärkten Seitenteilen, eine parallel zur Sohle verlaufende Lasche, die an eine herausgestreckte Zunge erinnert, ein extrem verstärktes Fersenteil und den Einsatz der von Nike entwickelten Zoom Air-Sohle. Der zunächst kontrovers diskutierte Entwurf erzielte gute Verkaufserlöse. Nike legte in den Jahren 2007 und 2008 den Schuh als Retro-Modell erneut auf.[21] Dieses Modell sollte der vorerst letzte Entwurf von Tinker Hatfield in der Air Jordan-Reihe sein. Der Designer konnte in den folgenden Jahren für die Entwürfe der Jubiläumsmodelle Air Jordan XX, Air Jordan XX3 und Air Jordan 2010 gewonnen werden.
- Air Jordan XX (2005): Zum 20. Jahrestag der Einführung der Air Jordan – Modellreihe designte Hatfield einen außergewöhnlichen Sneaker, der mit eingravierten Symbolen und Zahlen, die Bezug auf Michael Jordans Karriere nehmen, auf einem breiten Mittelfußriemen versehen war. Die langjährig bewährte Air-Technologie in der Sohle wurde in diesem Schuh durch das neu entwickelte Independent Podular Suspension (IPS)-Dämpfungssystem ersetzt. Der Schuh wurde in drei Farbvarianten zu einem Preis von 175 $ verkauft. Außerdem wurden von AJ XX such ein Mid- und Low cut-Modell angeboten.[22]
- Air Jordan XX3 (2008): Das Design des AJ XX3, einer für Michael Jordan wichtigen Zahl in seiner Karriere, entstand in Zusammenarbeit zwischen dem Sportler und Hatfield. Dieses Modell sollte möglichst nach ökologischen Gesichtspunkten produziert werden. Die Materialien für den Schuh kamen aus der unmittelbaren Umgebung der Fabrik, das Obermaterial der Schuhe wurden größtenteils handvernäht. Diese Faktoren hatten zur Folge, dass der Sneaker zu einem wesentlich höheren Preis von 230 $ verkauft wurde. Gleichzeitig war der AJ XX3 der letzte Schuh mit austauschbarer IPS-Dämpfungseinheit. Ein spezieller Schaumwerkstoff, der in der Sohle verarbeitet wurde, sollte die Passgenauigkeit des Schuhs verbessern und sich individuell an den Träger anpassen. Personalisiert wurde der Sneaker durch ein Signet eines Fingerabdrucks an der Außensohle, handgefertigten MJ-Stichmuster und der Unterschrift Michaels Jordans auf der Zehenkappe.[23]
- Air Jordan 2K10 (2010): Charakteristisches Merkmal des AJ 2K10 sind zwei große transparente Augen, jeweils im Seitenbereich des Schuhs angebracht. Die neu entwickelte, unabhängige Zehenschutzkappe bietet eine erhöhte Beweglichkeit für den Träger. Die mit der Zoom Air-Dämpfung versehenen Sohle mit einem niedrigen Profil ist zur Verbesserung der Traktion auf der gesamten Länge mit einem Fischgrätenprofil versehen. Eine neu entwickelte, antibakteriell wirkende Ortholite-Innensohle soll das Feuchtigkeitsmanagement des Schuhs wesentlich verbessern. Dazu tragen auch Perforationen im Obermaterial bei, das modellabhängig aus Lack- oder Nubukleder besteht. Eine versteckte Botschaft ist im Innenfutter zu lesen: "I've failed over and over and over again in my life; and that is why I succeed”. Das Modell wurde zu einem Preis von 170 $ angeboten. Vom AJ 2K10 wurde auch ein Outdoor-Modell angeboten, das mit einem zusätzlichen Kreuzriemen eine verstärkte Stabilität bietet. Das transparente Fenster wurde beim Outdoormodell durch ein grobperforiertes Material an den Seitenflächen ersetzt.[24]

### Nike Mags
Hatfield designte für den Film Zurück in die Zukunft II die sich selbst schnürenden Schuhe für die Hauptfigur Marty McFly, gespielt von Michael J. Fox. Im Jahr 2011 versteigerte Nike eine an diese Schuhe angelehnte, auf 1500 Exemplare limitierte Protoserie Nike Mag über ein Internetauktionshaus zu Gunsten der Michael J. Fox-Stiftung, wobei das erste Exemplar einen Erlös von 37.500 $ erzielte. Im Jahr 2015 ist eine Neuauflage der Nike Mags vorgesehen, bei denen sich die Schnürsenkel selbsttätig verschließen (Power Laces) und die mit einer Leuchtleiste im Versenteil ausgestattet sind.

## Ausstellungen
Zahlreiche seiner Entwürfe wurden bzw. werden in Design-Museen und in Ausstellungen gezeigt. Neben seinen legendären Air Jordan-Entwürfen, die in Museen gezeigt werden, diente auch eine AJ-Schuhsohle als Grundlage eines Kunstwerkes, eine Kombination von zwei Designklassikern: Alvar Aaltos Vase mit einer Basis in Form der Schuhsohle designt von Tinker Hatfield. Das Objekt ist im Cooper-Hewitt Smithsonian Design Museum in New York ausgestellt.
Die Entwürfe von Tinker Hatfield waren einer der Höhepunkte auf der ersten nordamerikanischen Ausstellung zur Geschichte der Sneaker-Kultur, die 2013/14 in Toronto gezeigt wurde.

## Auszeichnungen
- 1993; 1996: Sportstyle Magazine: „One of the most influential people on the business side of sports“
- 1998: Fortune: „One of 100 Most Influential Designers of the 20th century“[29]

Im Jahr 2013 wurde Hatfield anlässlich des 25. Jahrestages der Einführung des Nike Air Max im Centre George Pompidou in Paris auf einer Festveranstaltung geehrt und eine kleine Retrospektive der Air Max-Sneakers gezeigt.